# Бошруйе
Бошруйе (перс. بشرويه‎) — город в восточной части Ирана, в остане Южный Хорасан. Административный центр шахрестана Бошруйе.

## География
Расположен к юго-западу от города Фердоус, на краю пустыни Деште-Кевир. Климат — жаркий, засушливый; средняя годовая норма осадков составляет менее 150 мм.

## Население
Население по данным на 2012 год составляет 16 159 человек; по данным переписи 2006 года оно насчитывало 13 778 человек.

## Экономика
Бошруйе является важным центром сельскохозяйственного района. Основные с/х культуры, выращивание в районе города: хлопок, пшеница, шафран, ячмень, фисташки, тмин, дыни и арбузы. Полив сельскохозяйственных угодий осуществляется за счёт подземных вод.